# پودگوریسا کاپیتال سیتی
پودگوریسا کاپیتال سیتی (به لاتین: Podgorica Capital City) یک منطقهٔ مسکونی در مونته‌نگرو است که در مونته‌نگرو واقع شده‌است. پودگوریسا کاپیتال سیتی ۱٬۴۴۱ کیلومتر مربع مساحت و ۲۰۱٬۳۵۱ نفر جمعیت دارد.